# 82 ق هـ
82 ق هـ هي السنة الثانية والثمانون السابقة للهجرة النبوية، وهي توافق ما بين سنتي 542 و543 حسب التقويم الميلادي، أي أنها بدأت في سنة 542م وانتهت في سنة 543م.